# Joseph D’Silva
Joseph D’Silva (* 9. Februar 1932 in Virajpet, Distrikt Kodagu, Karnataka, Indien; † 17. November 2006) war Bischof von Bellary.

## Leben
Joseph D’Silva empfing am 9. April 1960 die Priesterweihe. 1992 wurde er von Johannes Paul II. zum Bischof des Bistums Bellary ernannt. Die Bischofsweihe spendete ihm am 9. März 1993 Alphonsus Mathias, Erzbischof von Bangalore, sowie Basil Salvadore D’Souza, Bischof von Mangalore, und Ignatius Paul Pinto, Alterzbischof von Bangalore.
Er starb am 17. November 2006 im Bischofsamt.